# Estación de Liverpool Street
Liverpool Street (código: LST) es una de las principales estaciones de la ciudad de Londres. Se sitúa en la parte noreste de la ciudad, en el distrito de City of London. Es el principal punto de partida desde Londres para los destinos del este de Inglaterra.
Es una de las estaciones más frecuentadas del Reino Unido, la tercera más concurrida de Londres después de Waterloo y Victoria con 55 millones de pasajeros cada año, y una de las 17 estaciones gestionadas por Network Rail.
Recibe su nombre de la calle en que se encuentra, que a su vez fue nombrada en honor a Robert Jenkinson, conde de Liverpool.

## Historia
La estación fue inaugurada como término de la línea Great Eastern Railway el 2 de febrero de 1874, sobre el terreno que anteriormente había ocupado un hospital psiquiátrico. Como muchas estaciones de Londres, fue construida en un intento de acercar el ferrocarril algo más al centro de Londres, cuando ya existían estaciones anteriores pero situadas más hacia afuera.
La necesidad de acercar la estación a la Metropolitan Line del metro de Londres obligó a rebajar la altura de la playa de vías en la segunda mitad del siglo XIX, provocando que los trenes tengan que subir una pendiente al salir de la estación.
La estación sufrió daños en las guerras mundiales, pero fueron reparados sin grandes cambios. Los cambios no llegaron hasta 1985, cuando se inició una reforma que duró hasta 1992 y que consistió en reconstruir y remodelar gran parte del interior, manteniendo las fachadas originales.
Esta estación fue escenario de la película Misión Imposible de 1996 dirigida por Brian De Palma y protagonizada por Tom Cruise

## Servicios
Liverpool Street es la estación de la que parten las líneas hacia el este de Inglaterra, incluyendo Cambridge, Lowestoft, Great Yarmouth, Norwich, Ipswich, Clacton-on-sea, Chelmsford, Colchester, Braintree, Southend-on-Sea y el puerto de Harwich, así como a varias estaciones suburbanas del noroeste de Londres, Essex y Hertfordshire.
Desde la estación parten además los trenes hacia el aeropuerto de Stansted, mediante el servicio Stansted Express. Un tren diario hacia Harwich conecta con el transbordador de Harwich a Hoek van Holland, formando el servicio Dutchflyer.
Todos los servicios son prestados por la compañía Greater Anglia, a excepción de dos únicos servicios diarios a Barking, realizados por c2c.